# Augusta Ràurica
|  | Per a altres significats, vegeu «Teatre romà d'Augusta Ràurica». |

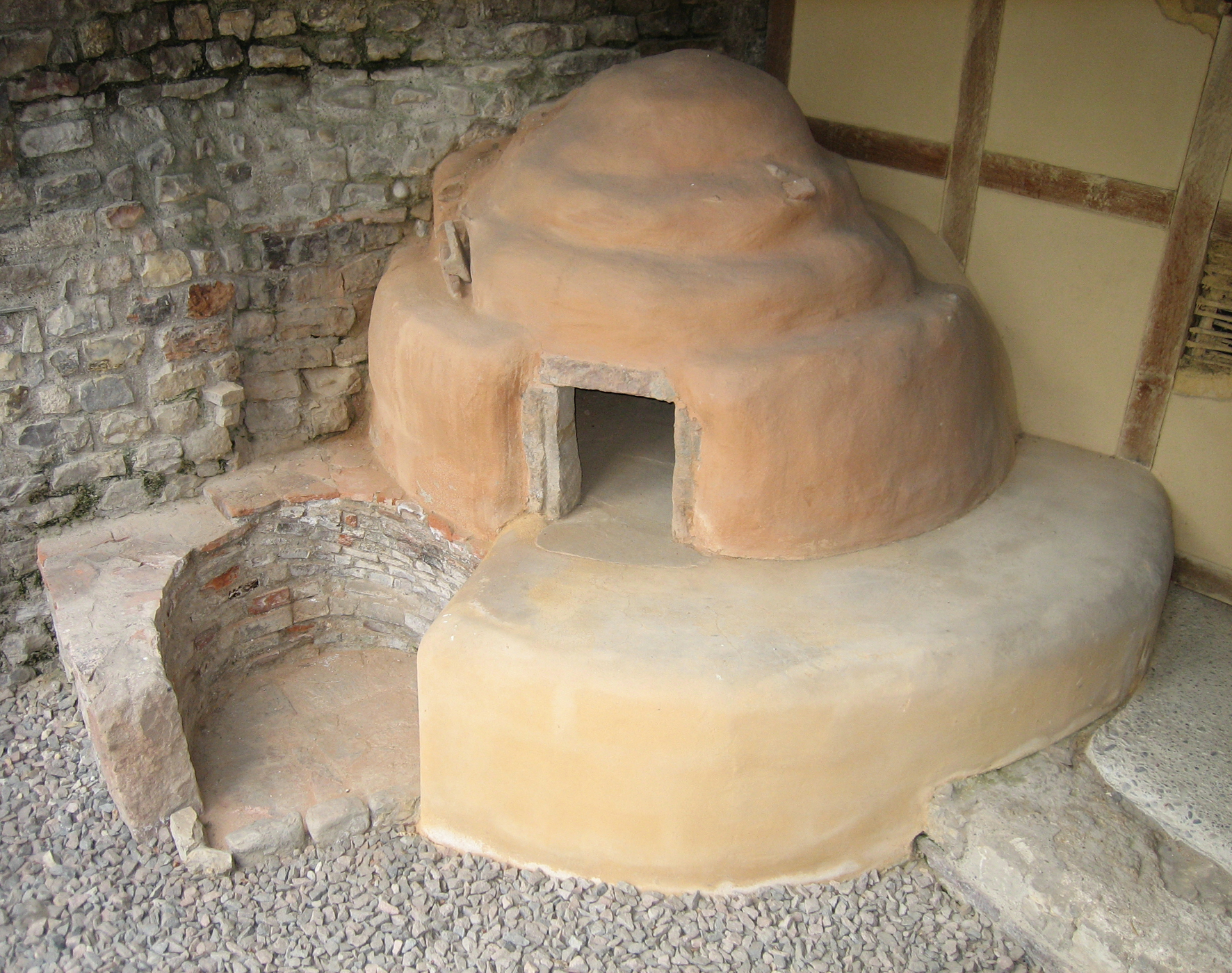
Forn de maons romà a Augusta Ràurica

Augusta Ràurica (llatí: Augusta Raurica) és un jaciment arqueològic d'Augst, prop de Basilea, Suïssa.
El Museu Romà d'Augst (alemany: Römermuseum Augst) abasta les troballes més importants de la ciutat romana d'Augusta Ràurica i en mostra la història. Al costat del museu hi ha diverses sales d'exposicions i més de vint llocs a l'aire lliure, entre ells, el teatre romà d'Augusta Ràurica, el més gran al nord dels Alps. Les peces exposades més destacades són les que componen el tresor de plata de Kaiseraugst.